# Купеч
Купе́ч — село в Україні, у Коростенському районі Житомирської області. Населення становить 176 осіб.

## Історія
У 1906 році село Татариновицької волості Овруцького повіту Волинської губернії. Відстань від повітового міста 35 верст, від волості 7. Дворів 110, мешканців 475.

## Галерея

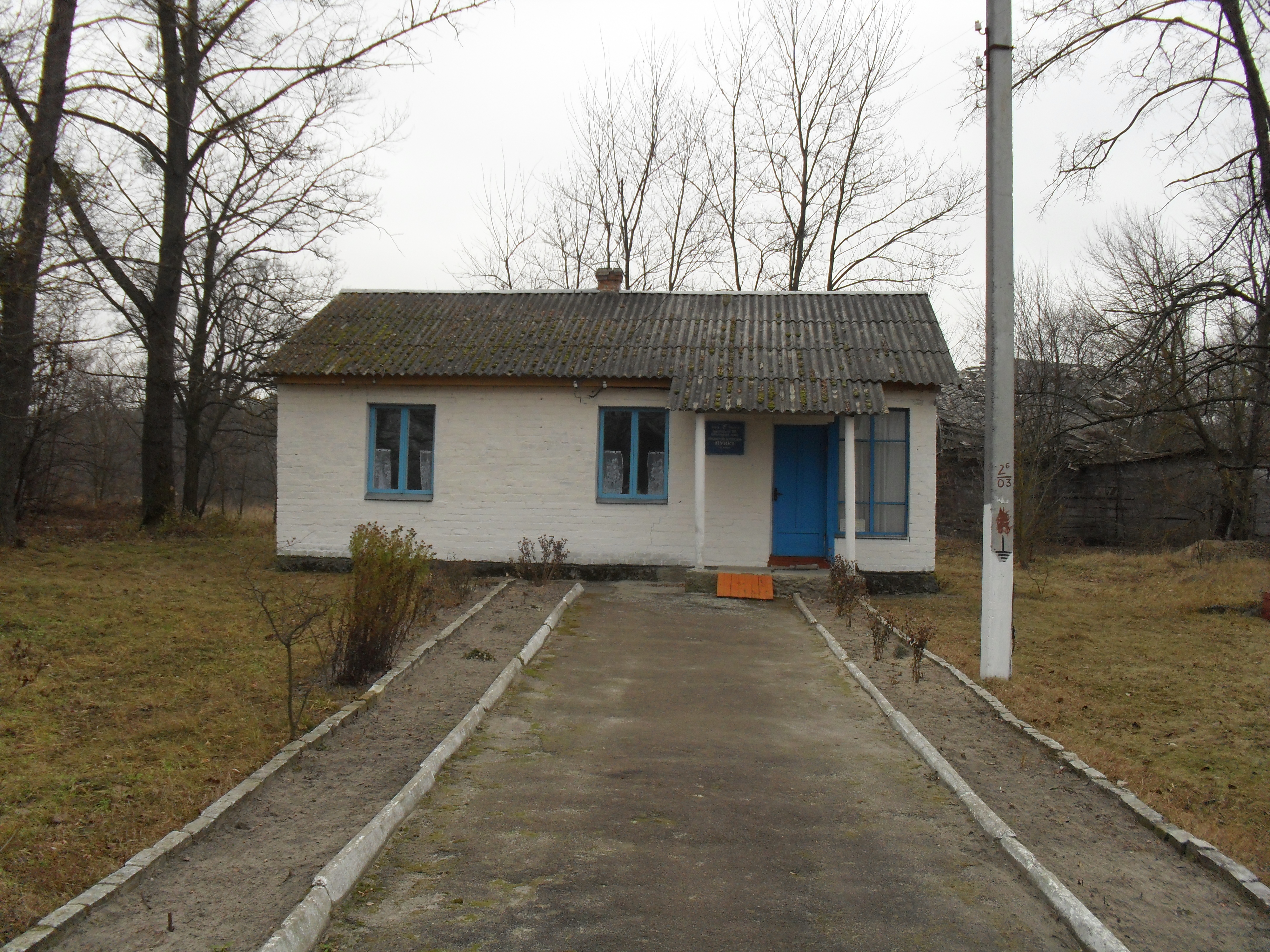
Фельдшерсько-акушерський пункт
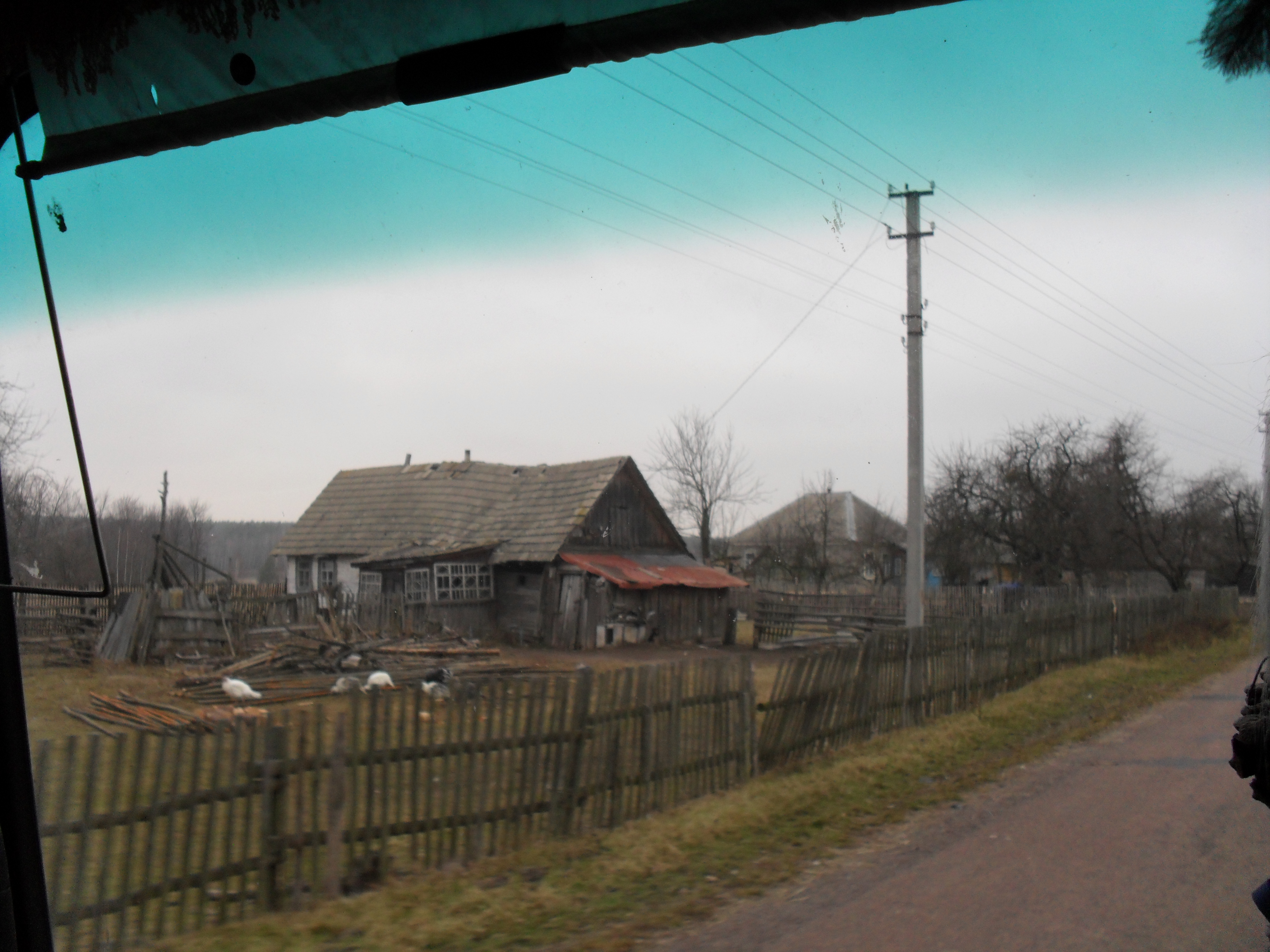
Сільський побут
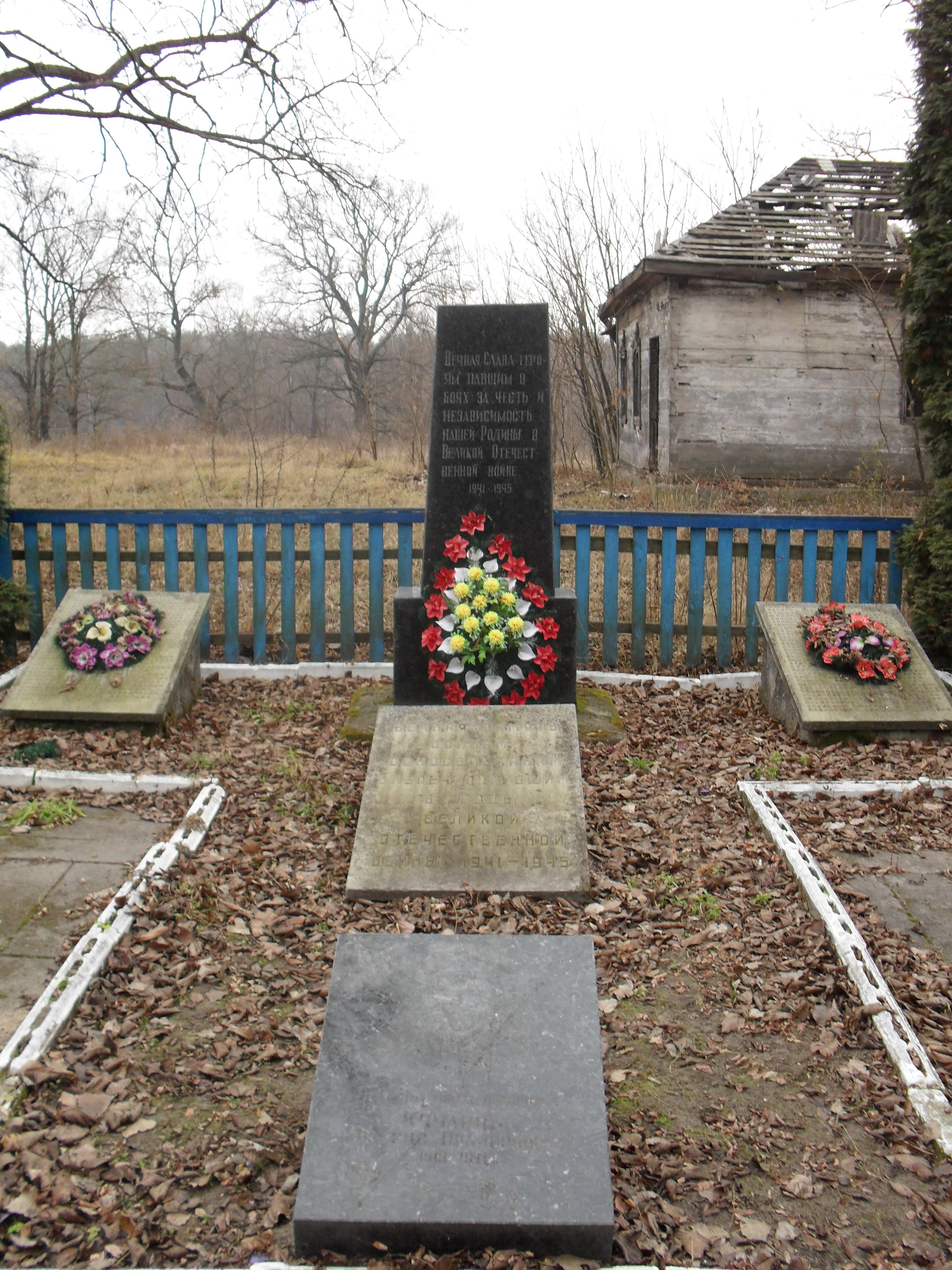
Монумент на Братській могилі
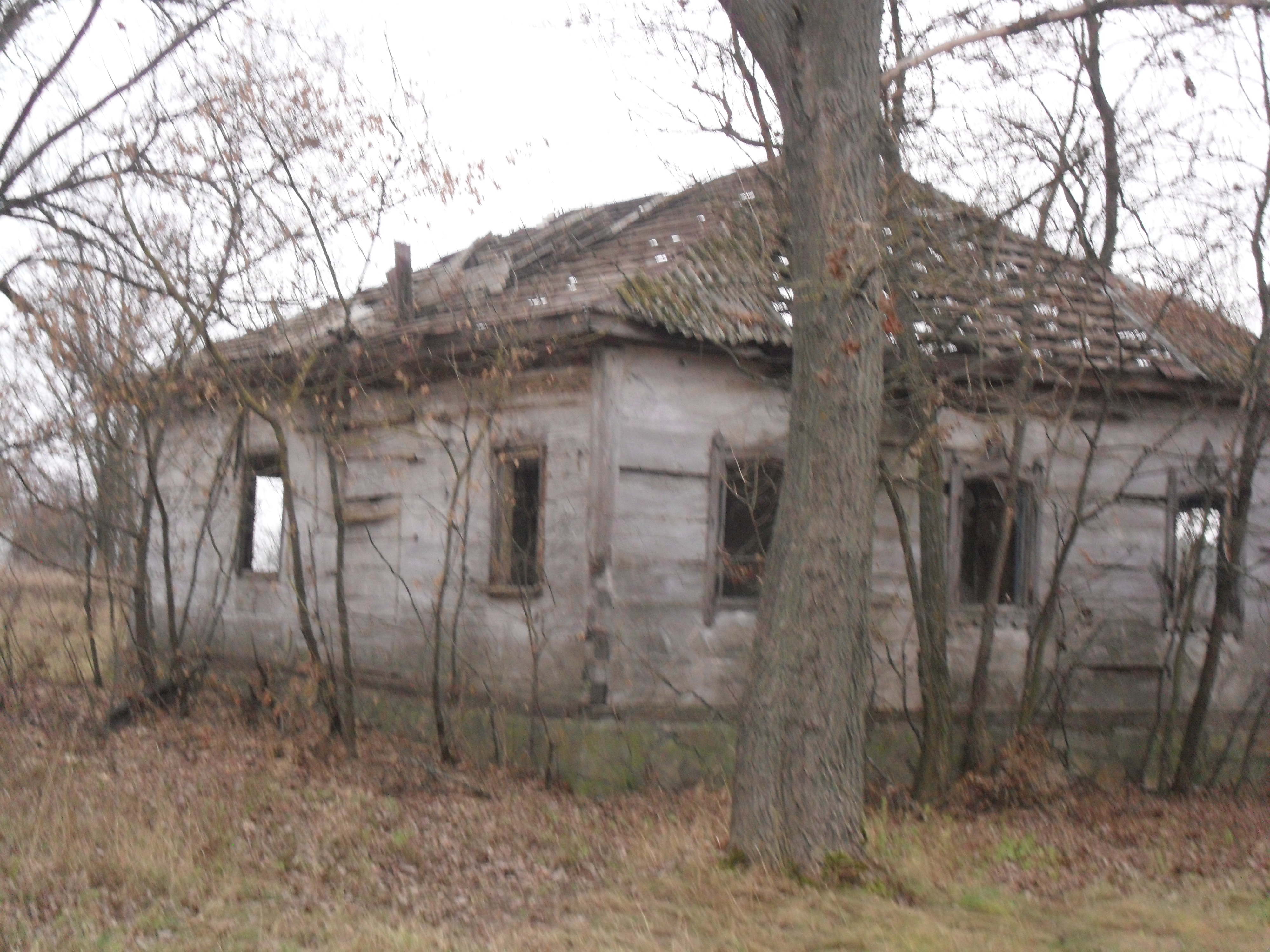
Закинута будівля

## Постаті
- Ходаківський Євгеній Іванович (1939—2024) — доктор економічних наук, заслужений діяч науки і техніки України, професор.